# فيليكس مامبيمبي
فيليكس مامبيمبي (مواليد 18 يناير 2001) هو لاعب كرة قدم سويسيري يلعب كمهاجم في نادي يانغ بويز.

## روابط خارجية
- فيليكس مامبيمبي على موقع الاتحاد الأوربي (الإنجليزية)
- فيليكس مامبيمبي على موقع قاعدة بيانات كرة القدم.إي يو (الإنجليزية)
- فيليكس مامبيمبي على موقع Soccerway.com (الإنجليزية)
- فيليكس مامبيمبي على موقع عالم كرة القدم.نت (الإنجليزية)